# Prey Tonle
Prey Tonle (ព្រៃ ទន្លេ) là một xã của huyện Banteay Meas tỉnh Kampot Campuchia. Prey Tonle là một xã biên giới, phía tây nam là xã Tân Khánh Hòa, phía đông nam là xã Vĩnh Điều, đều là các xã của huyện Giang Thành tỉnh Kiên Giang Việt Nam. Phía đông Prey Tonle tiếp giáp xã Tnaot Chong Srang, phía đông bắc là xã Banteay Meas Khang Kaeut, phía bắc giáp ranh với xã Banteay Meas Khang Lech, phía tây bắc là xã Sdach Kong Khang Tboung, đều là các xã của huyện Banteay Meas. Phía tây nam xã tiếp giáp với xã Preaek Kroes huyện Kampong Trach, ranh giới là rạch Giang Thành (Prek Tonhon Chas hay Tonle Hon).
Mã hành chính của xã Prey Tonle là 0702-03.
Prey Tonle có các thôn làng: Prey Tonle, Tuol Krasang, Prey Ruessei, Samraong Chen, Meun Dam.